# Imelda (Zamboanga Sibugay)
Imelda ist eine philippinische Stadtgemeinde in der Provinz Zamboanga Sibugay. Sie hat 28.018 Einwohner (Zensus 1. August 2015).

## Baranggays
Imelda ist politisch in 18 Baranggays unterteilt.
| - Balugo - Balungisan - Baluyan - Cana-an - Dumpoc - Gandiangan - Israel (Balian Israel) - La Victoria - Little Baguio (Lower and Upper) | - Baluran (Lower and Upper) - Lumbog - Lumpanac - Little Baguio Mali (Lower and Upper) - Poblacion (Santa Fe) - Pulawan (Mt. View) - San Jose - Santa Barbara |